# Hedwigiaceae
Die Hedwigiaceae sind eine Familie der Laubmoose.

## Merkmale
Die Moose wachsen in dichten Rasen. Die Stämmchen sind unregelmäßig beastet. Die Blätter stehen dicht dachziegelartig. Die Blätter sind breit oval, hohl und besitzen keine Rippe. Die Perichaetialblätter sind größer. Die Arten sind einhäusig und selbstbefruchtend. Die Kapsel steht aufrecht und besitzt kein Peristom. Die Kalyptra ist klein und hat die Form einer Mütze oder Kappe. Die Sporogone stehen endständig und nur durch Übergipfelung von Seitenästen scheinbar seitenständig (pseudopleurokarp). Die Chromosomenzahl beträgt n = 10, 11, 21 oder 22.

## Verbreitung und Vorkommen
Der Verbreitungsschwerpunkt der Arten dieser Familie liegt in den warmen Regionen der Erde. Drei der vier Gattungen sind aber mit einzelnen Vertretern in Europa zu finden. Einzige mitteleuropäische Gattung ist Hedwigia. Braunia alopecura kommt nur an wenigen Stellen der Südalpen vor und gilt als Tertiärrelikt.
Hedwigiaceae wachsen vor allem auf trockenen Standorten unter sauren Bedingungen. Sie sind auf exponierten Silikatfelsen, Wänden und Dächern zu finden.

## Systematik
Es gibt vier Gattungen:
- Hedwigia, 4 Arten, annähernd weltweit
  - Hedwigia ciliata
- Braunia, 22 Arten, Afrika, Neotropis, vereinzelt Asien und Europa
  - Braunia alopecura
- Hedwigidium, 1 Art, Europa, weltweit tropische Gebirge, Südhalbkugel temperiert
  - Hedwigidium integrifolium
- Pseudobraunia, 1 Art, westliches Nordamerika
  - Pseudobraunia californica